# Emil Holub
Emil Holub, född 7 oktober 1847, död 21 februari 1902, var en tjeckisk forskningsresande och medicine doktor.
Från 1872 företog Holub färder till griqua-hottentotternas västra område, till Shoshongo bakom Limpopo, till Matabeleland, Saltsjöarna och Victoriafallen och utgav härom Sieben Jahre in Süd-Afrika (2 band, 1880-81). För att lösa probelemet rörande Zambezi och Kongoflodens källor och från söder tränga fram till Egypten begav sig Holub på nytt till Sydafrika men måste begränsa sina studier till området mellan Victoriafallen och Njassa. Trots den fientligt stämda lokalbefolkningen lyckades han tränga fram till Kafues mittlopp. Om denna andra långfärd utgav han Von der Capstadt ins Land der Maschukulumbe (2 band, 1889-90). Holub forskningsresultat var värdefulla, och betydande samlingar hemfördes till Österrike.